# Persone di nome Petr
| Questa pagina contiene informazioni ricavate automaticamente dalle voci biografiche con l'ausilio del template Bio e di un bot. L'aggiornamento è periodico e automatico e ricostruisce completamente la pagina. Se manca una persona in questa lista, sei pregato di non aggiungerla, ma accertati piuttosto che la sua voce biografica contenga il template Bio e che i dati anagrafici siano correttamente compilati. Se il template Bio manca, inseriscilo tu stesso o, in alternativa, metti l'avviso {{tmp\|Bio}} che ne segnala la mancanza. Se i dati riportati sono sbagliati, correggi direttamente la voce biografica; le modifiche saranno visibili in questa lista entro pochi giorni. Per chiarimenti vedi il progetto antroponimi. La lista contiene solo le 108 persone che sono citate nell'enciclopedia e per le quali è stato implementato correttamente il template Bio. Pagina aggiornata al 22 lug 2025. |

Questa è una lista di persone presenti nell'enciclopedia che hanno il nome Petr, suddivise per attività principale.

## Allenatori di calcio(6)
- Petr Drobisz, allenatore di calcio e ex calciatore ceco (Třinec, n. 1976)
- Petr Janda, allenatore di calcio e calciatore ceco (Čáslav, n. 1987)
- Petr Němec, allenatore di calcio e ex calciatore cecoslovacco (Ostrava, n. 1957)
- Petr Papoušek, allenatore di calcio e calciatore ceco (Čáslav, n. 1977)
- Petr Ruman, allenatore di calcio e ex calciatore ceco (Přerov, n. 1976)
- Petr Uličný, allenatore di calcio e ex calciatore ceco (Uničov, n. 1950)

## Allenatori di tennis(2)
- Petr Korda, allenatore di tennis e ex tennista ceco (Praga, n. 1968)
- Petr Pála, allenatore di tennis e ex tennista ceco (Praga, n. 1975)

## Arbitri di calcio(1)
- Petr Ardeleanu, arbitro di calcio ceco (Lom u Tachova, n. 1980)

## Astronomi(1)
- Petr Pravec, astronomo ceco (Třinec, n. 1967)

## Biatleti(1)
- Petr Garabík, ex biatleta ceco (Jeseník, n. 1970)

## Calciatori(37)
- Petr Benát, calciatore ceco (Děčín, n. 1980)
- Petr Bolek, calciatore ceco (Ostrava, n. 1984)
- Petr Buchta, calciatore ceco (Brno, n. 1992)
- Petr Čech, ex calciatore e hockeista su ghiaccio ceco (Plzeň, n. 1982)
- Petr Čoupek, calciatore ceco (Plzeň, n. 1982)
- Petr Faldyna, ex calciatore ceco (n. 1976)
- Petr Gabriel, ex calciatore ceco (Praga, n. 1973)
- Petr Galuška, calciatore ceco (Blatnice pod Svatým Antonínkem, n. 1996)
- Petr Janečka, ex calciatore cecoslovacco (n. 1957)
- Petr Jiráček, calciatore ceco (Tuchořice, n. 1986)
- Petr Johana, ex calciatore ceco (Most, n. 1976)
- Petr Knakal, calciatore ceco (Plzeň, n. 1983)
- Petr Kouba, ex calciatore ceco (Praga, n. 1969)
- Petr Křivánek, ex calciatore ceco (Brno, n. 1970)
- Petr Lukáš, calciatore ceco (Praga, n. 1978)
- Petr Malý, ex calciatore ceco (n. 1984)
- Petr Mareš, calciatore ceco (Planá, n. 1991)
- Petr Musil, calciatore ceco (Zlín, n. 1981)
- Petr Nerad, calciatore ceco (n. 1994)
- Petr Pavlík, ex calciatore ceco (Praga, n. 1978)
- Petr Rada, ex calciatore e allenatore di calcio ceco (Praga, n. 1958)
- Petr Reinberk, calciatore ceco (n. 1989)
- Petr Rys, calciatore ceco (n. 1996)
- Petr Samec, ex calciatore ceco (Frýdek-Místek, n. 1964)
- Petr Schwarz, calciatore ceco (Náchod, n. 1991)
- Petr Šíma, calciatore ceco (Domažlice, n. 1983)
- Petr Švancara, ex calciatore ceco (Brno, n. 1977)
- Petr Tomašák, calciatore ceco (Ostrava, n. 1986)
- Petr Trapp, calciatore ceco (Most, n. 1985)
- Petr Veselý, ex calciatore ceco (n. 1971)
- Petr Vlček, ex calciatore ceco (Praga, n. 1973)
- Petr Voříšek, calciatore ceco (Děčín, n. 1979)
- Petr Vrabec, ex calciatore ceco (n. 1962)
- Petr Wojnar, ex calciatore ceco (Třinec, n. 1989)
- Petr Zábojník, ex calciatore ceco (Liberec, n. 1980)
- Petr Zajaroš, ex calciatore cecoslovacco (Šumperk, n. 1957)
- Petr Ševčík, calciatore ceco (Jeseník, n. 1994)

## Cestisti(8)
- Petr Benda, cestista ceco (Jihlava, n. 1982)
- Petr Bohačík, cestista ceco (Opava, n. 1985)
- Petr Cornelie, cestista francese (Calais, n. 1995)
- Petr Czudek, ex cestista e allenatore di pallacanestro ceco (Opava, n. 1971)
- Petr Novický, ex cestista cecoslovacco (Olomouc, n. 1948)
- Petr Treml, ex cestista e allenatore di pallacanestro ceco (Praga, n. 1967)
- Petr Welsch, ex cestista ceco (Pardubice, n. 1976)
- Petr Šafarčík, cestista ceco (Ostrava, n. 1994)

## Ciclisti su strada(3)
- Petr Benčík, ex ciclista su strada ceco (Nový Bor, n. 1976)
- Petr Kelemen, ciclista su strada e pistard ceco (n. 2000)
- Petr Vakoč, ex ciclista su strada ceco (Praga, n. 1992)

## Combinatisti nordici(1)
- Petr Kutal, ex combinatista nordico ceco (Nové Město na Moravě, n. 1988)

## Direttori d'orchestra(1)
- Petr Vronský, direttore d'orchestra ceco (n. 1946)

## Dirigenti sportivi(1)
- Petr Bříza, dirigente sportivo e ex hockeista su ghiaccio ceco (Praga, n. 1964)

## Giavellottisti(1)
- Petr Frydrych, giavellottista ceco (Klatovy, n. 1988)

## Hockeisti su ghiaccio(13)
- Petr Hrbek, ex hockeista su ghiaccio ceco (Praga, n. 1969)
- Petr Hubáček, hockeista su ghiaccio ceco (Brno, n. 1979)
- Petr Koukal, hockeista su ghiaccio ceco (Žďár nad Sázavou, n. 1982)
- Petr Mrázek, hockeista su ghiaccio ceco (Ostrava, n. 1992)
- Petr Nedvěd, ex hockeista su ghiaccio ceco (Liberec, n. 1971)
- Petr Průcha, ex hockeista su ghiaccio ceco (Chrudim, n. 1982)
- Petr Svoboda, ex hockeista su ghiaccio ceco (Most, n. 1966)
- Petr Sýkora, hockeista su ghiaccio ceco (Plzeň, n. 1976)
- Petr Tenkrát, hockeista su ghiaccio ceco (Děčín, n. 1977)
- Petr Ton, ex hockeista su ghiaccio ceco (Slaný, n. 1973)
- Petr Vampola, hockeista su ghiaccio ceco (Žďár nad Sázavou, n. 1982)
- Petr Čajánek, ex hockeista su ghiaccio ceco (Zlín, n. 1975)
- Petr Čáslava, hockeista su ghiaccio ceco (Kolín, n. 1979)

## Imprenditori(1)
- Petr Kellner, imprenditore ceco (Česká Lípa, n. 1964 - Alaska, † 2021)

## Lottatori(2)
- Petr Kment, lottatore cecoslovacco (Praga, n. 1942 - † 2013)
- Petr Švehla, ex lottatore cecoslovacco (Hodonín, n. 1972)

## Organisti(1)
- Petr Eben, organista e compositore ceco (Žamberk, n. 1929 - Praga, † 2007)

## Pallavolisti(1)
- Petr Zapletal, pallavolista ceco (Olomouc, n. 1977)

## Pattinatori artistici su ghiaccio(1)
- Petr Barna, ex pattinatore artistico su ghiaccio cecoslovacco (Praga, n. 1966)

## Pesisti(1)
- Petr Stehlík, ex pesista e allenatore di atletica leggera ceco (Turnov, n. 1977)

## Piloti automobilistici(1)
- Petr Fulín, pilota automobilistico ceco (Plzeň, n. 1977)

## Piloti motociclistici(1)
- Petr Vorlíček, pilota motociclistico ceco (Brandýs nad Labem, n. 1980)

## Pittori(1)
- Petr Brandl, pittore boemo (Praga, n. 1668 - Kutná Hora, † 1735)

## Poeti(3)
- Petr Bezruč, poeta ceco (Opava, n. 1867 - Olomouc, † 1958)
- Petr Hruška, poeta, sceneggiatore e critico letterario ceco (Ostrava, n. 1964)
- Petr Maděra, poeta e scrittore ceco (Ostrov nad Ohří, n. 1970)

## Politici(7)
- Petr Chelčický, politico e religioso ceco
- Petr Fiala, politico ceco (Brno, n. 1964)
- Petr Mach, politico e economista ceco (Praga, n. 1975)
- Petr Nečas, politico ceco (Uherské Hradiště, n. 1964)
- Martin Kupka, politico ceco (Jilemnice, n. 1975)
- Petr Pavel, politico e generale ceco (Planá, n. 1961)
- Petr Pithart, politico ceco (Kladno, n. 1941)

## Sciatori alpini(1)
- Petr Záhrobský, ex sciatore alpino ceco (Jilemnice, n. 1980)

## Scrittori(2)
- Petr Král, scrittore e poeta ceco (Praga, n. 1941 - Praga, † 2020)
- Petr Macek, scrittore, giornalista e sceneggiatore ceco (Praga, n. 1981)

## Sollevatori(1)
- Petr Pavlásek, sollevatore cecoslovacco (České Budějovice, n. 1947 - Týn nad Vltavou, † 2023)

## Tennistavolisti(1)
- Petr Korbel, tennistavolista ceco (Havířov, n. 1971)

## Tennisti(2)
- Petr Luxa, ex tennista ceco (Praga, n. 1972)
- Petr Nouza, tennista ceco (Praga, n. 1998)

## Teologi(1)
- Petr Pokorný, teologo, biblista e grecista ceco (Brno, n. 1933 - Praga, † 2020)

## Tiratori a volo(1)
- Petr Málek, tiratore a volo ceco (Moravský Krumlov, n. 1961 - Al Kuwait, † 2019)

## Senza attività specificata(3)
- Petr Blažek, ex pentatleta cecoslovacco (Praga, n. 1961)
- Petr Ginz, ceco (Praga, n. 1928 - Birkenau, † 1944)
- Petr Hrdlička, ex tiratore a volo cecoslovacco (Brno, n. 1967)